# Златогоров, Павел Самойлович
Па́вел Само́йлович (Самуилович) Златого́ров (настоящая фамилия — Го́льдберг; 1907—1969) — советский режиссёр оперного театра, педагог. Заслуженный артист Белорусской ССР (1940). Заслуженный артист РСФСР (1947).

## Биография
Окончил ЦЕТЕТИС в Москве по классу Б. Е. Захавы.
Работал во многих оперных театрах СССР. С 1933 года режиссёр Музыкального театра имени Владимира Немировича-Данченко.
Одновременно в 1934—1942 годах работал режиссёром (с 1939 — главный режиссёр) в БелГАТОБ (Минск).
В 1931—1936 и 1946—1950 годах Златогоров преподавал в ГИТИСе (с 1947 — доцент).
Умер 24 сентября 1969 года. Похоронен на Введенском кладбище (7 уч.).

## Семья
Жена — актриса Театра имени К. С. Станиславского Лилия Ильинична Кристалинская, приходилась двоюродной сестрой математику Владимиру Григорьевичу Кристалинскому, отцу эстрадной певицы Майи Кристалинской.

## Творчество
Участвовал во многих постановках Вл. И.Немировича-Данченко:
- «Катерина Измайлова» Д. Д. Шостаковича (1934),
- «Тихий Дон» И. И. Дзержинского (1936);
- «В бурю» Т. Н. Хренникова (1939).

Самостоятельные постановки в театре после смерти Вл. И. Немировича-Данченко:
- «Надежда Светлова» И. И. Дзержинского, опера (совместно с Д. Камерницким, 1943)
- «Нищий студент» К. Миллекера, оперетта (совместно с П. А. Марковым; 1945)
- «Любовь Яровая» опера В. Р. Энке (совместно с П. А. Марковым; 1947)
- «Сицилийская вечерня» Дж. Верди (совместно с Л. В. Баратовым; 1954)
- «Война и мир» С. С. Прокофьева (1958);
- «Улица дель Корно» К. В. Молчанова (1960).
- «Дубровский» Э. Ф. Направника (1956),
- «Так поступают все женщины» Моцарта (1962)

и др.

## Награды
- орден «Знак Почёта» (20.06.1940) — за выдающиеся заслуги в деле развития белорусского театрального и музыкального искусства